# Impresa consociativa
L'impresa consociativa è un modello d'impresa (il cosiddetto modello "renano - nipponico") a proprietà ristretta, ed è tipico delle realtà tedesca e giapponese.

## Caratteristiche
L'impresa consociativa, (che solitamente è di grandi dimensioni), ha una struttura articolata, con due categorie di proprietari (o soci): il nocciolo di controllo, ossia coloro che detengono la maggioranza e gestiscono l'azienda; il parco buoi, costituito da piccoli azionisti interessati esclusivamente all'investimento patrimoniale. In particolare, per quanto riguarda il nocciolo, è bene precisare che non c'è un unico individuo che comanda e gestisce l'impresa, ma c'è una pluralità di individui, ossia imprenditori, banche, manager, rappresentanti dei dipendenti e così via: da qui la definizione di impresa consociativa, poiché permette la partecipazione di diverse categorie di individui. 
Per quanto riguarda la stabilità, essa è alta rispetto al nocciolo, che tende a durare nel tempo, nel senso che c'è un accordo di lungo periodo tra gli individui facenti parte del nocciolo stesso, bassa rispetto al parco buoi, che invece tende a cambiare abbastanza spesso.
L'impresa consociativa ha come punto di forza la capacità di creare un progetto di lungo periodo (progettualità), stimolando e remunerando le diverse categorie di persone che partecipano al governo dell'impresa (si raggiunge cioè un compromesso tra i vari individui), ma ha come debolezza la scarsa flessibilità decisionale che spesso le impedisce di cogliere le opportunità che invece sa cogliere l'impresa padronale.
In quanto a trasparenza, in questa tipologia d'impresa c'è una certa informazione per il parco buoi, finalizzata ad attirare azionisti, ma gli accordi che si stabiliscono tra le varie categorie di persone, e dunque, la gestione, rappresentano un'informazione riservata.
Nell'impresa consociativa, la figura chiave è il nocciolo di controllo, essendo quest'ultimo più duraturo rispetto al parco buoi.

## Realtà tedesca e realtà giapponese
Tale modello, sebbene sia adottato sia in Germania che in Giappone, nelle due zone assume diversi aspetti. In Germania il ruolo del sistema bancario non è solo quello del finanziatore, ma anche quello dell'imprenditore, cioè le banche spesso acquistano delle azioni, divenendo comproprietarie dell'impresa e ottenendo il diritto a “sedere” in consiglio di amministrazione, se pur con una minoranza. In Giappone c'è una forte partecipazione dei dipendenti alla gestione dell'impresa che, in un certo senso è anche un'unità sociale oltre che produttiva, tant'è vero che per un giapponese essere licenziato è come essere espulso da una seconda famiglia.